# Élections générales britanno-colombiennes de 1953
L'élection générale britanno-colombienne de 1953 fut déclenchée le 10 avril 1953 et le scrutin fut tenu le 9 juin afin d'élire les députés à l'Assemblée législative de la Colombie-Britannique. Il s'agit de la 24e élection générale en Colombie-Britannique depuis que cette ancienne colonie britannique est devenue une province du Canada en 1871. Le Parti Crédit social, dirigé par le premier ministre W.A.C. Bennett, est réélu et forme un gouvernement majoritaire.

## Contexte
Cette élection est la deuxième et la dernière en Colombie-Britannique à se dérouler sous le système de vote alternatif. Au lieu de ne voter que pour un seul candidat, les électeurs sont appelés à les classer en ordre de préférence ; si aucun candidat n'obtient une majorité absolue, le candidat avec le moins de vote est éliminé et ses bulletins redistribués selon les deuxièmes choix qui y sont inscrits. On répète ce procédé jusqu'à ce qu'un candidat ait obtenu au moins 50 % des voix.
Lors de l'élection générale précédente, à la surprise générale, le Parti Crédit social de la Colombie-Britannique avait réussi à remporter le plus grand nombre des sièges à l'Assemblée législative en étant le deuxième choix d'un grand nombre d'électeurs. Sous W.A.C. Bennett, les créditistes forment un gouvernement minoritaire ; en raison toutefois de leur situation minoritaire, de nouvelles élections sont décrétées après seulement neuf mois.
Les créditistes de Bennett sont réélus, cette fois avec un gouvernement majoritaire de 28 sièges à l'Assemblée législative ; ils reçoivent près de 38 % des voix au premier dépouillement, une part du vote populaire qui s'élève à plus de 45 % après le dépouillement final.
La Fédération du commonwealth coopératif, un parti socialiste, forme l'opposition officielle avec 14 sièges et près de 30 % du vote populaire. Le Parti libéral, malgré une part du vote populaire qui se maintient au-dessus de 23 % au fil des dépouillements successifs, perd deux de ses sièges parlementaires et tombe à un caucus de seulement quatre députés. Le Parti progressiste-conservateur perd trois de ses sièges, n'en conservant qu'un, et sa part du vote populaire fond par rapport au résultat de l'élection précédente. Un député travailliste est également élu.

## Résultats
| Parti                 | Parti                | Chef                   | # de candidats | Sièges | Sièges | Sièges  | Voix        | Voix    | Voix     | Voix      | Voix    |
| --------------------- | -------------------- | ---------------------- | -------------- | ------ | ------ | ------- | ----------- | ------- | -------- | --------- | ------- |
| Parti                 | Parti                | Chef                   | # de candidats | 1952   | Élus   | % Diff. | # (1e fois) | %       | % Diff.  | # (final) | %       |
|                       | Crédit social        | W.A.C. Bennett         | 48             | 19     | 28     | +47,4 % | 274 771     | 37,75 % | +10,55 % | 300 372   | 45,54 % |
|                       | FCC                  | Robert Martin Strachan | 47             | 18     | 14     | -22,2 % | 224 513     | 30,85 % | +0,07 %  | 194 414   | 29,48 % |
|                       | Libéral              | Arthur Laing           | 48             | 6      | 4      | -33,3 % | 171 671     | 23,59 % | +0,13 %  | 154 090   | 23,36 % |
|                       | Prog.-conservateur   | Deane Finlayson        | 39             | 4      | 1      | -75,0 % | 40 780      | 5,60 %  | -11,24 % | 7 326     | 1,11 %  |
|                       | Travailliste         | Tom Uphill             | 1              | 1      | 1      | -       | 1 601       | 0,22 %  | +0,06 %  | 1 793     | 0,27 %  |
|                       | Ouvrier progressiste |                        | 25             | -      | -      | -       | 7 496       | 1,03 %  | +0,70 %  | 816       |         |
|                       | Chrétien-démocrate   |                        | 14             | -      | -      | -       | 5 036       | 0,69 %  | -0,24 %  | 752       | 0,12 %  |
|                       | Indépendant          | Indépendant            | 6              | -      | -      | -       | 1 951       | 0,27 %  | +0,10 %  | -         | -       |
|                       | People's Party       |                        | 1              | *      | -      | *       | 20          | x       | *        | -         | -       |
| Total                 | Total                | Total                  | 229            | 48     | 48     | -       | 727 839     | 100 %   | -        | 659 563   | 100 %   |
| Source : Elections BC |                      |                        |                |        |        |         |             |         |          |           |         |

Notes :
* N'a pas présenté de candidats lors de l'élection précédente.
x - moins de 0,005 % du vote populaire